# AA del Taure
AA del Taure (AA Tauri) és un estel que s'hi troba a la constel·lació del Taure a uns 450 anys llum de distància del sistema solar.

## Característiques
De magnitud aparent +12,82, AA del Taure té tipus espectral M0V:e. Està classificada com a variable Orió, variant la seva lluentor entre magnitud +12,2 i +16,10. i dins d'aquest tipus de varialbles es classifica com una jove estrella T Tauri, amb una edat de menys d'un milió d'anys. Té una temperatura efectiva de 4.000 K, la seva massa equivaldria al 80% de la massa solar i la seva lluminositat al 80% de la que té el Sol. El seu radi és un 85% més gran que el radi solar i el seu període de rotació és de 8,4 dies.

## Disc protoplanetari
Amb l'ajuda del Telescopi espacial Spitzer s'ha descobert l'existència d'un disc protoplanetari al voltant d'AA del Taure. Compost majoritàriament per gas, s'ha detectat la presència de tres molècules orgàniques en el material que forma el disc: cianur d'hidrogen, acetilè i diòxid de carboni, a més de vapor d'aigua. Així mateix, la quantitat d'aquests compostos és major en el disc que en el núvol molecular de gas interestel·lar a partir de la qual s'ha format el disc. Això evidencia una química orgànica activa dins del mateix, formant aquestes molècules i augmentant el seu contingut.
Segons els descobridors, el fet de trobar grans quantitats de cianur d'hidrogen —substancia precursora en la formació d'aminoàcids— en un estel que acaba de nàixer, suggereix que les possibilitats de formació de molècules complexes relacionades amb la nostra pròpia biologia són molt majors del que s'imaginava.